# Porsica primaria
Porsica primaria är en fjärilsart som beskrevs av Alexander Schintlmeister 1981. Porsica primaria ingår i släktet Porsica och familjen tandspinnare. Inga underarter finns listade i Catalogue of Life.